# Арзос
Римската пътна станция и двубазисна крепост Арзос, се намира на около 1 km южно от село Калугерово. Разположена е при мост над р. Съзлийка, чието гръцко име е Арзос.
В Пойтингеровата карта се описва с името Arzum. В Антониновия пътеводител се споменава като Arzos в падеж аблатив. В Бурдигалския пътеводител (334 – 334 г. сл. Хр.), където монах от Бордо описва своето поклоническо пътуване до Божи гроб, наименува станцията (лат. mansio) се среща като Arzo.
На това място братя Шкорпил откриват двубазисна крепост, разположена в посока север-юг. От север крепостта е ограничена от ниско възвишение, от запад – по-високите хълмисти възвишения, от изток – от старобългарския вал „Еркесия“ и река Съзлийка. Двубазисната крепост почти наполовина е пресечена от жп линията. Северната от двете крепости е имала формата на квадрат с пространство от около 20 – 23 дка. Явно тя е изпълнявала ролята на станция, защото Братя Шкорпил са открили основите на 18 – 20 помещения вътре в крепостта, които те наричат „стаи“. Южната била по-голяма, като затваряла площ от около 35 – 38 дка. Имала е за защита освен крепостни стени и землен вал. Между тях имало селище. Стените на крепостите, били широки 3 m, изградени от ломен камък, споен с хоросан. На северната крепост на югозападния ъгъл имало кръгла кула. Между двете крепости минавал централния диагонален римски път от Сердика за Адрианопол в посока северозапад – югоизток. Пътят е пресичал реката по каменен мост, широк 6 m, изграден от дялан чернослюдест гранит, споен с хоросан, смесен със счукана тухла. Между гранитните редове е имало редове от тухли. От север на юг по десния бряг на реката е слизал друг път, който е пресичал главния. При строежа на жп линията през 1874-1875, тук са били намерени мраморни статуи, камъни с надписи и други паметници, които изглежда са били изнесени в западни музеи.